# Joseph Gilgun
Joseph William Gilgun (ur. 9 marca 1984 w Chorley) – angielski aktor. Wystąpił m.in. w roli Cassidy’ego serialu Preacher oraz Woody’ego w filmie To właśnie Anglia i jego kontynuacjach.

## Role aktorskie

### Filmy
| Rok  | Tytuł                              | Rola                     | Uwagi           |
| ---- | ---------------------------------- | ------------------------ | --------------- |
| 2006 | To właśnie Anglia                  | Richard „Woody” Woodford |                 |
| 2009 | Harry Brown                        | Kenneth „Kenny” Soames   |                 |
| 2010 | Top of the Range                   | Joe                      | krótkometrażowy |
| 2011 | Wkręcony: Prawdziwe życie klawisza | Karl                     |                 |
| 2012 | Lockout                            | Hydell                   |                 |
| 2013 | Tennis                             | Jerry                    | krótkometrażowy |
| 2014 | Dumni i wściekli                   | Mike Jackson             |                 |
| 2015 | Łowca czarownic                    | Ellic                    |                 |
| 2016 | Boss                               | Dominic                  |                 |

### Seriale
| Rok       | Tytuł               | Rola                     | Uwagi         |
| --------- | ------------------- | ------------------------ | ------------- |
| 1994–1997 | Coronation Street   | Jamie Armstrong          |               |
| 2004      | Życie w Hollyoaks   | Marcus                   |               |
| 2005      | Shameless           | Rico                     | 1 odc.        |
| 2005      | Big Dippers         | Carl                     | film TV       |
| 2006      | Sorted              | Mechanik                 | 1 odc.        |
| 2006–2010 | Emmerdale           | Eli Dingle               |               |
| 2010      | This Is England '86 | Richard „Woody” Woodford | miniserial    |
| 2011      | This Is England '88 | Richard „Woody” Woodford | miniserial    |
| 2011–2013 | Wyklęci             | Rudy Wade                | główna obsada |
| 2013      | Ripper Street       | Carmichael               | 1 odc.        |
| 2013      | Coming Up           | Martin                   | 1 odc.        |
| 2015      | This Is England ’90 | Richard „Woody” Woodford | miniserial    |
| 2016–2019 | Preacher            | Cassidy                  | główna obsada |
| od 2019   | Brassic             | Vinnie                   | gł. rola      |